# Dejan Kelhar
Dejan Kelhar (Brežice, 5 aprile 1984) è un ex calciatore sloveno, di ruolo difensore.